# Chiến tranh Trăm Năm thứ hai
Chiến tranh Trăm Năm thứ hai (khoảng 1689 - 1815) là sự phân kỳ lịch sử hoặc thuật ngữ thời đại lịch sử được một số nhà sử học dùng để mô tả một loạt các cuộc xung đột quân sự giữa Anh và Pháp xảy ra từ khoảng năm 1689 (hoặc một số cho là năm 1714) đến năm 1815. Bản thân thuật ngữ dường như để mô tả cái gọi là "sự kình địch Anh-Pháp" mà đã bắt đầu từ thế kỷ XIV. Thuật ngữ này xem chừng do chính J. R. Seeley đặt ra trong tác phẩm lẫy lừng của ông nhan đề The Expansion of England: Two Courses of Lectures (1883).

## Bối cảnh
Giống như Chiến tranh Trăm năm, thuật ngữ này không nhằm mô tả một sự kiện quân sự duy nhất mà là tình trạng chung của cuộc chiến tranh dai dẳng giữa hai bên tham chiến chính. Việc sử dụng cụm từ này như là một loại bao quát chỉ ra mối tương quan của tất cả các cuộc chiến tranh đóng vai trò các thành phần của mối kình địch giữa Pháp và Anh nhằm tranh giành bá quyền thế giới. Đây còn là một cuộc chiến về tương lai đế quốc thực dân của từng nước.
Hai nước vẫn đối kháng liên tục ngay cả khi bản sắc dân tộc của họ đã trải qua bước tiến hóa quan trọng. Anh không phải là một quốc gia duy nhất cho đến năm 1707, trước đó nó từng là những vương quốc riêng biệt gồm Anh và Scotland, dẫu phải chia sẻ cùng một vương miện và cơ sở quân sự. Năm 1801, Anh hợp nhất với Vương quốc Ireland để tạo thành Vương quốc Liên hiệp Anh và Bắc Ireland. Giai đoạn này cũng chứng kiến nước Pháp dưới triều đại Bourbon, các chế độ trong cuộc Cách mạng Pháp và Đế chế thứ nhất.
Những cuộc chiến tranh khác nhau giữa hai quốc gia trong thế kỷ XVIII thường liên quan đến các nước châu Âu khác trong các khối liên minh lớn; ngoại trừ Chiến tranh Liên minh Quadruple khi họ bị ràng buộc bởi liên minh Anh-Pháp, Pháp và Anh vẫn luôn luôn chống đối lẫn nhau. Một số cuộc chiến chẳng hạn như Chiến tranh Bảy năm, vốn được coi như một dạng thế chiến và bao gồm hàng loạt trận đánh ở các thuộc địa ngày càng gia tăng ở Ấn Độ, châu Mỹ, và các tuyến đường vận tải biển trên toàn cầu.

## Khởi đầu: 1688–1714
Một loạt các cuộc chiến tranh được bắt đầu với sự kiện William III người Hà Lan lên nối ngôi vua nước Anh trong cuộc Cách mạng năm 1688. Những người tiền nhiệm của ông là nhà Stuart cố gây dựng mối quan hệ thân thiện với Louis XIV: James I và Charles I, cả hai đều là người Tin Lành, đã tránh được sự dính líu càng nhiều càng tốt trong chiến tranh Ba mươi năm, trong khi vua Charles II và James II cải sang Công giáo thậm chí đã tích cực hỗ trợ Louis XIV trong cuộc chiến chống lại nước Cộng hòa Hà Lan. Tuy vậy, William III lại tìm cách chống đối chế độ Công giáo của Louis XIV và tự xưng là người đấu tranh cho chính nghĩa Tin Lành. Căng thẳng tiếp tục gia tăng trong những thập kỷ tới mà qua đó người Pháp ra sức bảo vệ phái Jacobin tìm cách lật đổ nhà Stuart sau này, và sau năm 1715 là nhà Hanover.

## Thuộc địa: 1744–1783
Từ sau thời William III, sự kình địch của Pháp và Anh chuyển từ địa hạt tôn giáo sang kinh tế và thương mại: hai quốc gia tranh giành sự thống trị thuộc địa ở châu Mỹ và châu Á. Chiến tranh Bảy năm là một trong những cuộc xung đột lớn nhất và quyết định nhất. Liên minh và phe cánh ủng hộ của Pháp dành cho dân thuộc địa trong Chiến tranh giành độc lập Hoa Kỳ chống lại Anh đã thành công trong việc phá hoại bá quyền thuộc địa của Anh ở Bắc Mỹ, bù lại những khoản nợ từ cuộc xung đột đã gieo mầm mống về kinh tế của cuộc cách mạng của chính nước Pháp ngay sau đó.

## Cách mạng và Đế chế: 1792–1815
Sự bùng nổ của Chiến tranh Cách mạng Pháp đã dẫn đến một thời kỳ xung đột mới giữa Anh và Pháp, nước sau này hiện nằm dưới sự kiểm soát của một chính phủ cộng hòa. Người Anh dẫn đầu một liên minh toàn châu Âu chống lại người Pháp trong các cuộc chiến tranh của liên minh thứ nhất, thứ hai, thứ ba, thứ tư, thứ năm và thứ sáu. Mặc dù các đồng minh của Anh trong Liên minh liên tục chịu thất bại dưới tay người Pháp, nhưng những thành công của hải quân Anh chống lại người Pháp, khiến Pháp mất đi phần lớn đế chế thuộc địa Pháp, đã giúp đảm bảo sự tồn tại liên tục của các liên minh khác trong Chiến tranh Napoléon. Thất bại cuối cùng của Napoléon trong trận Waterloo đã dẫn đến việc ông phải thoái vị và lưu vong, đồng thời chấm dứt hiệu quả cuộc xung đột tái diễn giữa Pháp và Anh, với việc Anh khẳng định dứt khoát quyền lực tối cao về hải quân, đế quốc và thuộc địa của mình đối với Pháp trong tương lai gần. Mục tiêu khôi phục chế độ quân chủ Pháp của Anh đã được xác nhận bởi Hiệp ước Paris và Đại hội Vienna sau đó.

## Sau trận Waterloo
Những lời lẽ định kỳ được sử dụng trong mỗi nước chuyển từ việc ám chỉ "kẻ thù tự nhiên" đến một thỏa thuận tha thứ cho nhau. Lợi ích chung đã dẫn cả hai bên hợp tác trong cuộc Chiến tranh Krym những năm 1850. Một thế kỷ sau khi chiến đấu cùng nhau (và với sự quan tâm lẫn nhau trong việc kìm hãm thế lực ngày càng tăng của một nước Đức thống nhất với đế chế của nó), cả hai đã nhất trí thiết lập Entente Cordiale (Hiệp ước Thân thiện Anh-Pháp) năm 1904, chứng minh rằng Chiến tranh Trăm Năm lần "thứ nhất" và "thứ hai" chỉ còn là dĩ vãng; những khác biệt văn hóa vẫn tiếp tục, nhưng xung đột bạo lực thì qua rồi.

## CarthagovàRoma
Nhiều người ở châu Âu gọi nước Anh là "Kẻ gian manh Albion", cho thấy nó là một quốc gia về cơ bản không đáng tin cậy. Mọi người thường so sánh hai nước Anh và Pháp với Carthago và Roma thời cổ đại, cái trước thì nhìn bề ngoài trông như một nhà nước đế quốc tham lam đến nỗi sụp đổ, trong khi cái sau trở thành thủ đô về tri thức và văn hóa phát triển mạnh lên: 
Những người cộng hòa cũng như bọn Bourbon đều thừa hiểu việc nước Anh nắm quyền kiểm soát đại dương là đã cân nhắc về mặt chính trị quyền lực trên Lục địa, và rằng nước Pháp không thể chi phối châu Âu mà không hủy diệt Anh quốc. "Carthago"—ma cà rồng, bạo chúa biển cả, địch thủ "xảo quyệt" và kẻ gánh vác một nền văn minh thương mại đang hồi suy sụp—tương phản với "Roma", kẻ gánh vác trật tự vũ trụ, triết lý và những giá trị vô ngã.

## Các cuộc chiến tranh bao gồm xung đột kéo dài
- Chiến tranh Chín năm (1688–1697)
  - Chiến tranh của Vua William (1689–1697)
- Chiến tranh Kế vị Tây Ban Nha (1701–1714)
  - Chiến tranh của Nữ hoàng Anne (1702–1713)
- Chiến tranh Kế vị Áo (1742–1748)
  - Chiến tranh của Vua George (1744–1748)
- Chiến tranh Bảy năm (1756–1763) 
  - Chiến tranh với Pháp và người Da đỏ (1754–1763)
  - Chiến tranh Carnatic thứ ba (1757–1763)
- Chiến tranh giành độc lập Hoa Kỳ (1775–1783)
- Chiến tranh Cách mạng Pháp (1792–1802)
  - Chiến tranh Liên minh thứ nhất (1792–1797)
  - Chiến tranh Liên minh thứ hai (1798–1802)
- Các cuộc chiến tranh của Napoléon (1803–1815) 
  - Chiến tranh Liên minh thứ ba (1803–1806)
  - Chiến tranh Liên minh thứ tư (1806–1807)
  - Chiến tranh Bán đảo (1808–1814)
  - Chiến tranh Liên minh thứ năm (1809)
  - Chiến tranh Liên minh thứ sáu (1812–1814)
  - Triều đại Một trăm ngày (1815)

## Nhân vật quan trọng
| Nữ vương Mary II | 1689–1702 |
| Vua William III  | 1689–1702 |
| Nữ vương Anne I  | 1702–1714 |
| Vua George I     | 1714–1727 |
| Vua George II    | 1727–1760 |
| Vua George III   | 1760–1820 |

| Vua Louis XIV       | 1643–1715 |
| Vua Louis XV        | 1715–1774 |
| Vua Louis XVI       | 1774–1792 |
| Hoàng đế Napoléon I | 1804–1815 |